# ザック・エフロン
ザック・エフロン（Zac Efron, 本名：ザカリー・デイヴィッド・アレクサンダー・エフロン、Zachary David Alexander Efron, 1987年10月18日 - ）は、アメリカ合衆国の俳優。身長173cm。『ハイスクール・ミュージカル』や『グレイテスト・ショーマン』の出演で知られる。

## 来歴

### 生い立ち
カリフォルニア州サンルイスオビスポ出身。家族は父親が発電所のエンジニア、母親はその発電所で秘書をしており、4歳年下の弟ディランがいる。
南カリフォルニア大学社会学部の入学が決まっていたが、映画撮影のため入学を延期している。

### 私生活
ロサンゼルスにアパートを所有しており、2匹の犬と猫を飼っている。現在はハリウッドヒルズの高級住宅街に住んでいる。
車はアウディのS4を所有、その他ポルシェカイエンなどに乗っている。
2008年1月に虫垂炎のために入院した。
『ハイスクール・ミュージカル』シリーズで共演したヴァネッサ・ハジェンズと2006年頃から交際していたが、2010年12月に破局した。

## キャリア
エフロンは2000年代初期から『ファイヤーフライ 宇宙大戦争』、『ER緊急救命室』、『堕ちた弁護士 -ニック・フォーリン-』などを含むいくつかのテレビドラマにゲスト出演し、演技活動を開始した。2004年にはWBシリーズのサマーランドのシーズン1で再起用するに相応しい俳優としてアピールし始めた。2005年に放送されたシーズン2では主役に抜擢。いくつかの映画にも出演した。その中の一つであるアメリカのテレビ局ライフタイムのテレビ映画『ミラクル・ラン』（2004）での自閉症の双子の内の一人としての演技で、ヤング・アーティスト・アワードにノミネートされた。

### 2006年 - 2009年：『ハイスクール・ミュージカル』と躍進

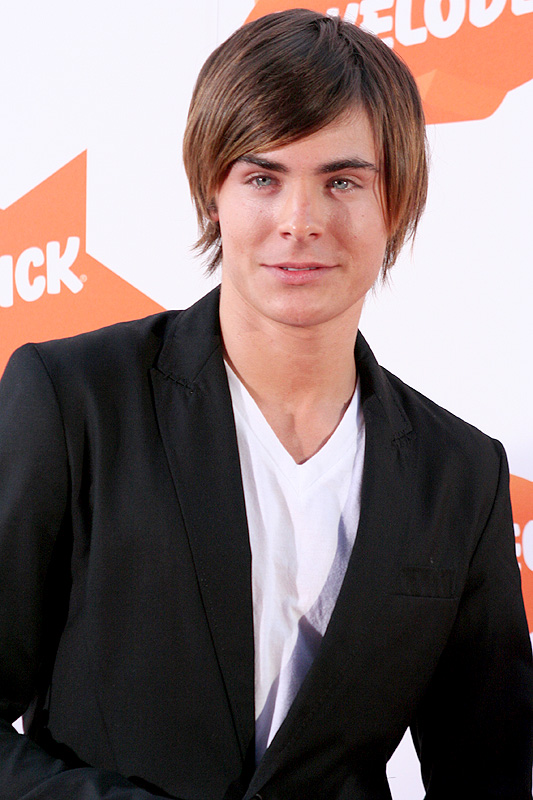
2007年

エフロンのキャリアは、2006年1月にディズニー・チャンネル・オリジナル・ムービーとして初上映された青春ミュージカルテレビ映画『ハイスクール・ミュージカル』でターニングポイントを迎えた。このテレビ映画は現代版ロミオとジュリエットとして描写されており、エフロンは主人公のトロイ・ボルトンを演じた。トロイは高校生バスケットボール選手だが、科学部の女生徒ガブリエラ・モンテス（ヴァネッサ・ハジェンズ）と共に学校のミュージカルへの出演に興味を持って葛藤した。また、この作品では、アシュレイ・ティスデイル、ルーカス・グラビール、コービン・ブルー、モニーク・コールマンも重要な役を演じて大きな成功を収め、エフロンは10代の視聴者の間で認知度を高めた。映画のサウンドトラックはRIAAから4枚のプラチナディスクが発売され、アメリカでベストセラーアルバムになった。サウンドトラックが発売された際に、彼の声がドリュー・シーリーの声と混ざっていることが明らかにされて論争が起こったが、エフロンはこの曲（テノール歌手向け）は彼がキャスティングされる前に作られたため、もう少し高い彼の声域には合わなかったのだと説明している。続編映画ではエフロン本人が歌唱している。
エフロンは続いて、2002年の同名ミュージカルに基づいたミュージカル・コメディ映画『ヘアスプレー』（2007）のリンク・ラーキン役で姿を見せた。この映画は、2007年6月に公開されてすぐに商業的にも評価的にも大きな成功を収めた。この年の後半には、8月にディズニー・チャンネルで放送された『ハイスクール・ミュージカル2』で再びトロイ・ボルトンとして姿を見せた。
エフロンは同シリーズの続編映画『ハイスクール・ミュージカル/ザ・ムービー』（2008）で再びトロイ・ボルトンを演じた。この映画はボックスオフィスの大ヒット作となり、批評家たちから高い評価を得た。彼はこの波に乗り、商業的に大成功したコメディ映画『セブンティーン・アゲイン』（2009）では、37歳の男性（マシュー・ペリー）が偶然起こった事故により17歳の自分自身（エフロン）に姿が変わってしまう役を演じた。

### 2009年 - 2014年：その他の偉業

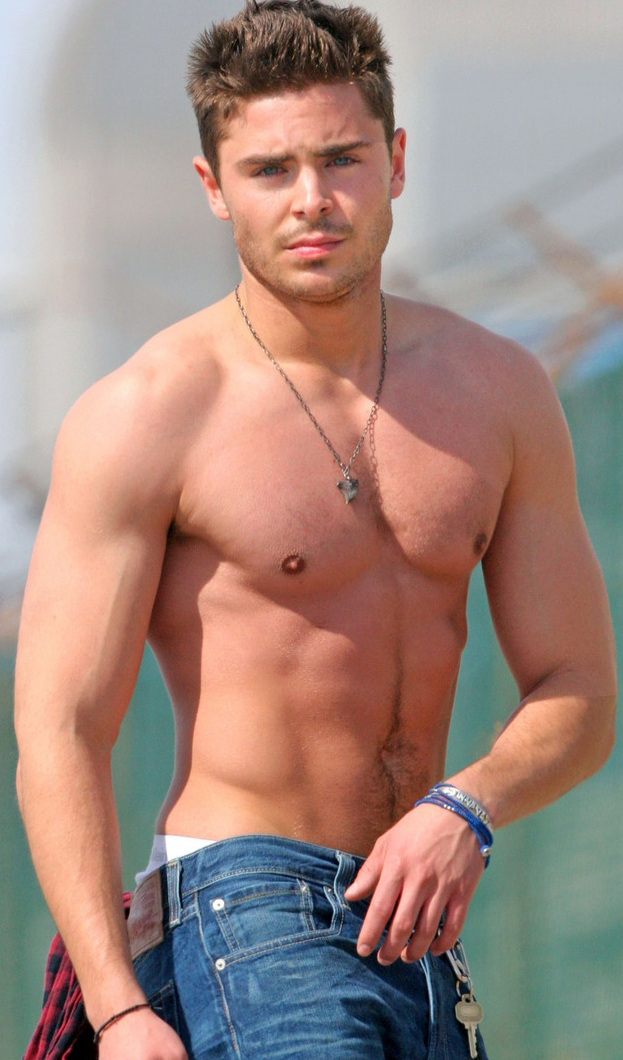
2012年

エフロンの次の作品は、2008年9月のトロント国際映画祭で初上映され、2009年下半期に一般公開されたリチャード・リンクレイターの時代劇『僕と彼女とオーソン・ウェルズ』である。この映画は批評家から主に肯定的な評価を得た。続いてヒューマンドラマ『きみがくれた未来』（2010）で主役を演じた。この映画は評論家から主に否定的な評価を受けたが、興行収入ではそれなりの成功を収めた。
次にゲイリー・マーシャルの『ニューイヤーズ・イブ』（2011）で合唱団の一人を演じた。この映画は批評家からほとんど満場一致で悪く評価されたが、興行収入では大成功となった。彼はまた2012年1月のサンダンス映画祭で初上映され、同年に限定公開された『恋するふたりの文学講座』（2012）で脇役を演じた。また、『ペーパーボーイ 真夏の引力』（2012）でニコール・キッドマン、マシュー・マコノヒー、デヴィット・オイェロウォ、ジョン・キューザックと共に主役を演じた。2012年5月にカンヌ映画祭で初上映され、批評家からは否定的な評価を受けた。
商業的に成功したコンピューターアニメーション映画『ザ・ロラックス』（2012）で声優をした後、ニコラス・スパークスによる同名の小説を基にしたロマンチックドラマ『一枚のめぐり逢い』（2012）でヒーローを演じた。この映画は批評家から否定的な評価を浴びたのにもかかわらず、興行収入は成功した。また、ヴェネツィア国際映画祭2012で初上映された『アット・エニー・プライス』、翌年の同祭で初上映された歴史映画『パークランド ケネディ暗殺、真実の4日間』で主役を演じた。どちらの映画も賛否両論であった。
2014年の初出演作品は自信が制作総指揮を執ったロマンチックコメディ映画『恋人まで1%』である。この映画でエフロンは主役を演じ、マイルズ・テラー、マイケル・B・ジョーダンらと共演。批評家からはやや否定的な評価をされたがそれなりの興行収入を得た。

### 2014年 - 現在：商業的成功
2014年後半、エフロンはセス・ローゲンと共に主役を演じたアダルトコメディ映画『ネイバーズ』（2014）に登場した。この映画はローゲンとローズ・バーンが演じる男女2人が、エフロン演じるリーダーが率いる騒々しいグループの隣家で幼い娘の子育てに奮闘するという内容であった。興行収入は成功し、批評家からも肯定的な意見が集まった。さらに、批評家たちはエフロンは「ディズニーの子役」の可愛い男の子のイメージを払拭に成功したと付け加えた。
エフロンの唯一の2015年の作品はそれなりの評判となった『WE ARE YOUR FRIENDS ウィー・アー・ユア・フレンズ』で、奮闘するDJを演じた。2016年1月にはロバート・デ・ニーロと共に主役を演じたアダルトコメディ映画『ダーティ・グランパ』に出演した。この映画は下品なユーモアが批評家からほとんど否定的な評価を受けたが、公開後すぐに多くの興行収入を得た。エフロンは再びセス・ローゲン、ローズ・バーン、クロエ・グレース・モレッツと共にコメディ映画『ネイバーズ2』で主役を演じ、2016年5月に公開後すぐに商業的にも評価的にも成功を収めた。この映画は前作同様のカップル（ローゲンとバーン）が毎晩過激なパーティーをする大学1年生（モレッツ）が率いる女子学生クラブを追い出すために以前のライバル（エフロン）と団結するストーリーである。7月に公開された2016年3作目のコメディ映画は『ウェディング・フィーバー ゲスな男女のハワイ旅行』でアダム・ディヴァイン、アナ・ケンドリック、オーブリー・プラザと共に主演を演じた。
2017年、エフロンは5月に上映されたアクションコメディ映画『ベイウォッチ』で主役を演じた。これは同名のテレビドラマの映画版である。この映画はドウェイン・ジョンソンとエフロンが主演を演じ、アレクサンドラ・ダダリオ、ケリー・ローバッハ、ジョン・バス、イルフェネシュ・ハデラ、プリヤンカー・チョープラーらが出演した。同年、エフロンは2つの伝記物でも脇役を演じた。12月に公開されたジェームズ・フランコ主演のコメディ映画『ザ・ディザスター・アーティスト』、ヒュー・ジャックマンの隣でフィリップを演じたミュージカル映画『グレイテスト・ショーマン』である。このどちらもゴールデングローブ賞ミュージカル・コメディ部門作品賞にノミネートされた。
2017年5月、映画『テッド・バンディ』で、実在した連続殺人犯テッド・バンディを演じることが発表された。また、ハーモニー・コリンの映画『ビーチ・バム まじめに不真面目』に出演した。

## 主な出演作品

### 映画
| 公開年 | 邦題 原題                                                                        | 役名                             | 備考                                               | 吹き替え                                            |
| ------ | -------------------------------------------------------------------------------- | -------------------------------- | -------------------------------------------------- | --------------------------------------------------- |
| 2003   | The Big Wide World of Carl Laemke                                                | ピート                           | 日本未公開                                         | N/A                                                 |
| 2004   | Miracle Run                                                                      | スティーヴン・モーガン           | 日本未公開                                         | N/A                                                 |
| 2004   | Triple Play                                                                      | ハリー・フラー                   | 日本未公開                                         | N/A                                                 |
| 2005   | ザック・エフロン in ダービースタリオン The Derby Stallion                        | パトリック・マッカードル         | 日本劇場未公開                                     | 森田成一                                            |
| 2006   | ハイスクール・ミュージカル High School Musical                                   | トロイ・ボルトン                 | テレビ映画                                         | 森田成一                                            |
| 2006   | If You Lived Here, You'd be Home Now                                             | コディ                           | 日本未公開                                         | N/A                                                 |
| 2007   | ヘアスプレー Hairspray                                                           | リンク・ラーキン                 |                                                    | 三木眞一郎                                          |
| 2007   | ハイスクール・ミュージカル2 High School Musical 2                                | トロイ・ボルトン                 | テレビ映画                                         | 森田成一（ディズニー版） 小山慶一郎（フジテレビ版） |
| 2008   | 僕と彼女とオーソン・ウェルズ Me and Orson Welles                                 | リチャード・サミュエルス         | 日本劇場未公開                                     | （吹き替え版なし）                                  |
| 2008   | ハイスクール・ミュージカル/ザ・ムービー High School Musical 3: Senior Year       | トロイ・ボルトン                 |                                                    | 森田成一                                            |
| 2009   | セブンティーン・アゲイン 17 Again                                                | マイク・オドネル                 |                                                    | 森田成一                                            |
| 2010   | きみがくれた未来 Charlie St. Cloud                                               | チャーリー・セント・クラウド     |                                                    | 森田成一                                            |
| 2011   | ニューイヤーズ・イブ New Year's Eve                                              | ポール                           |                                                    | 小松史法                                            |
| 2012   | 恋するふたりの文学講座 Liberal Arts                                              | ナット                           |                                                    | （吹き替え版なし）                                  |
| 2012   | ロラックスおじさんの秘密の種 Dr. Seuss' The Lorax                                | テッド・ウィギンス               | 声の出演                                           | 宮野真守                                            |
| 2012   | 一枚のめぐり逢い The Lucky One                                                   | ローガン・ティーボウ             |                                                    | 細谷佳正                                            |
| 2012   | ペーパーボーイ 真夏の引力 The Paperboy                                           | ジャック・ジェンセン             |                                                    | 森田成一                                            |
| 2012   | チェイス・ザ・ドリーム At Any Price                                              | ディーン                         |                                                    | 野島裕史                                            |
| 2013   | パークランド ケネディ暗殺、真実の4日間 Parkland                                  | チャールズ・ジェームス・カリーコ |                                                    | 小松史法                                            |
| 2014   | 恋人まで1% That Awkward Moment                                                   | ジェイソン                       | 2014 MTVムービー・アワード・ベストシャツレス演技賞 | 森田成一                                            |
| 2014   | ネイバーズ Neighbors                                                             | テディ・サンダース               |                                                    | 森田成一                                            |
| 2015   | WE ARE YOUR FRIENDS ウィー・アー・ユア・フレンズ We Are Your Friends             | コール・カーター                 | 日本公開は2016年6月                                | 森田成一                                            |
| 2016   | ダーティ・グランパ Dirty Grandpa                                                 | ジェイソン・ケリー               | 日本公開は2017年1月                                | 森田成一                                            |
| 2016   | ネイバーズ2 Neighbors 2: Sorority Rising                                         | テディ・サンダース               | 日本公開は2017年2月                                | 森田成一                                            |
| 2016   | ウェディング・フィーバー ゲスな男女のハワイ旅行 Mike and Dave Need Wedding Dates | デイヴ・スタングル               | 日本公開は2017年1月                                | 細谷佳正                                            |
| 2017   | ディザスター・アーティスト The Disaster Artist                                   | ダン・ジャンジギアン             | 日本劇場未公開                                     | （吹き替え版なし）                                  |
| 2017   | ベイウォッチ Baywatch                                                            | マット・ブロディ                 | 日本劇場未公開                                     | 森田成一                                            |
| 2017   | グレイテスト・ショーマン The Greatest Showman                                    | フィリップ・カーライル           |                                                    | 木村昴                                              |
| 2019   | テッド・バンディ Extremely Wicked, Shockingly Evil and Vile                      | テッド・バンディ                 |                                                    | 森田成一                                            |
| 2019   | ビーチ・バム まじめに不真面目 The Beach Bum                                      | フリッカー                       |                                                    | （吹き替え版なし）                                  |
| 2020   | 弱虫スクービーの大冒険 Scoob!                                                    | フレッド・ジョーンズ             | 声の出演 日本劇場未公開                            | 奥村翔                                              |
| 2021   | Save Ralph                                                                       | A rabbit                         | 声の出演 短編映画                                  | N/A                                                 |
| 2022   | リミテッド Gold                                                                  | ヴァージル（青年）               |                                                    |                                                     |
| 2022   | 炎の少女チャーリー Firestarter                                                   | アンドルー・“アンディ”・マッギー |                                                    | 森田成一                                            |
| 2022   | 史上最高のカンパイ！〜戦地にビールを届けた男〜 The Greatest Beer Run Ever        | ジョン・“チッキー”・タナヒュー   |                                                    | 森田成一                                            |
| 2023   | アイアンクロー The Iron Crow                                                     | ケビン・フォン・エリック         |                                                    | 櫻井トオル                                          |
| 2024   | 俺らのマブダチ リッキー・スタニッキー Ricky Stanicky                             | ディーン                         | Amazonプライム・ビデオオリジナル映画               | 森田成一                                            |
| 2024   | ファミリー・アフェア A Family Affair                                             | クリス・コール                   | Netflixオリジナル映画                              | 森田成一                                            |
| TBA    | Famous                                                                           | Lance Dunkquist / James Jansen   | ポストプロダクション                               |                                                     |
| TBA    | Judgment Day                                                                     | TBA                              | 撮影中                                             |                                                     |

### テレビ
| 放映年    | 邦題 原題                                                       | 役名                     | 備考                                 | 吹き替え |
| --------- | --------------------------------------------------------------- | ------------------------ | ------------------------------------ | -------- |
| 2002      | ファイヤーフライ 宇宙大戦争 Firefly                             | 少年時代のサイモン・タム | 「魔女狩り」                         |          |
| 2003      | 堕ちた弁護士 -ニック・フォーリン- The Guardian                  | ルーク・トメロ           | シーズン3第15話「逸脱行為」          |          |
| 2003      | ER緊急救命室 ER                                                 | ボビー・ネヴィル         | シーズン10第3話「愛しのアビー」      | 鶴博幸   |
| 2004-2005 | Summerland                                                      | キャメロン・ベール       | 計16話出演                           | N/A      |
| 2005      | CSI:マイアミ CSI: Miami                                         | セス・ドーソン           | シーズン3第19話「モンスターの復讐」  |          |
| 2006      | Heist                                                           | ピザの配達人             | 「Pilot」                            | N/A      |
| 2006      | NCIS 〜ネイビー犯罪捜査班 NCIS                                  | ダニー                   | シーズン3第13話「海軍少佐誘拐の謎」  |          |
| 2006      | The Replacements                                                | ダヴェイ                 | 「Davey Hunkerhoff / Ratted Out」    | N/A      |
| 2006      | スイート・ライフ The Suite Life of Zack & Cody                  | トレヴァー               | 「Odd Couples」                      |          |
| 2009      | アントラージュ★オレたちのハリウッド Entourage                   | 本人役                   | シーズン6第9話「パンツ事件の真犯人」 |          |
| 2009-2016 | Robot Chicken                                                   | 様々な役                 | 声の出演 計5話出演                   | N/A      |
| 2020-2022 | ザック・エフロンが旅する明日の地球 Down to Earth with Zac Efron | 本人                     | 兼製作総指揮                         |          |
| 2025      | ザ・スタジオ The Studio                                         | 本人役                   | 第4話「消えたフィルム」              | 森田成一 |

### ミュージック・ビデオ
- ホープ・パートロー 「Sick Inside」（2004年）
- ヴァネッサ・ハジェンズ 「SAY OK」（2007年）

## 音楽

### サウンド・トラック
- High School Musical: The Soundtrack (2006)
- Hairspray Soundtrack (2007)
- High School Musical 2: The Soundtrack (2007)
- High School Musical 3: Senior Year (2008)

### シングル
- What I've Been Looking For (Reprise) (2006)
- Ladies' Choice (2007)
- What Time Is It? (2007)
- Bet On It (2007)
- You Are The Music In Me (2007)
- Gotta Go My Own Way (2007)
- Everyday (2007)
- Now Or Never(2008)
- "Right Here Right Now"(2008)
- "Can I Have This Dance"(2008)
- "A Night To Remember"(2008)
- "Just Wanna Be With You"(2008)
- "The Boys Are Back"(2008)
- "Scream"(2008)
- "Senior Year Spring Musical"(2008)
- "High School Musical"(2008)

## 日本語吹き替え
大半の作品で森田成一が担当している。